# Астрагал Аболина
Астрагал Аболина (лат. Astragalus abolinii) — вид рода Астрагал , семейство Бобовые  .

## Распространение
Родиной вида является Центральная Азия .